# Прекласификация на военните кораби на САЩ през 1975 г.
През 1975 година ВМС на Съединените Щати прекласифицират болшинството от своите надводни кораби, променяйки терминологията и бордовите кодове за самолетоносачите, крайцерите, фрегатите и стражевите кораби на океанската зона (на английски: ocean escort).
Нататък в текста се използват следните абревиатури:
- УРО – управляемо ракетно оръжие,
- ЯЕУ – ядрена енергетична установка.

## Класификацията на ВМС преди 1975 г.
Преди 1975 г. американският флот използва класификация от времето на артилерийските кораби, съгласно която главните отличителни (класифициращи) признакзи се явяват водоизместимостта и калибърът на оръдията. Обаче, с появата, след 1960-те години на ракетните кораби, остро излиза въпроса за спорната принадлежност към този или друг клас. Например, корабите от типа „Вирджиния“ по водоизместимост (над 10 000 т) попадат в категорията на тежките крайцери, обаче по калибър на артилерийските установки (2 х 127 мм) с голяма условност могат да се считат за разрушители.
По същата тази причина болшинството от ракетните кораби са зачислени в отдавна неизползвания клас „лидер на разрушители“ (на английски: destroyer leader), къдети има специалните подкласове „ракетен лидер“ (на английски: Guided Missile Destroyer Leader, DLG) и „атомен ракетен лидер“ (на английски: Nuclear-Powered Guided Missile Destroyer Leader, DLGN). Впоследствие към тези названия се прикрепя отначало заобиколният, а след това е закрепен и официалниуят термин „фрегата“.
Всичко, в периода от 1950 г. до 1975 г., ВМС на САЩ се състоят от три класа целеви (ударни) групи и един клас за охрана на конвоите. Към целевите групи се отнасят:
- крайцери (бордови номера: CAG, CLG, CG);
- фрегати и лидери на разрушители (бордови номера: DL, DLG);
- разрушители (номера: DD, DDG).

К корабите за конвои включват стражевите кораби за океанската зона (на английски: ocean escorts), по-известни като ескортни разрушители (кодове DE и DEG). Към конвоиращите, в началото на 70-те години, е добавен нов клас съдове – патрулната фрегата (код: PF).
Старата класификация води до такова явление, като cruiser gap (дословно: крайцерна дупка). Същината на проблема е в това, че кораб с определени размери и водоизместимост в Съветския Съюз се определя като „крайцер“, докато САЩ е еквивалентен както на крайцер, така и на фрегата. През 1974 г. е проведено сравнение между американските и съветските военноморски сили, които показват, че в СССР има 19 крайцера срещу едва 6 крайцера в САЩ (независимо от 21 американски фрегати, равни или даже с по-голяма мощ от съветския крайцер). Тази разлика в определенията предизвиква проблеми на политическо ниво.

## Промени
За да се отстрани тази разлика, на 30 юни 1975 г. във ВМС на САЩ е проведена прекласификация. В резултат на това отпада класът на артилерийските фрегати (DL). Болшинството кораби с код DLG са прекласифицирани на ракетни крайцери (CG) или ракетни разрушители (DDG). Всички т. нар. „атомни фрегати“ (DLGN), съществуващи или строящи се, са превръщат в крайцери (CGN).
Също така е опростен самият клас на крайцерите: съществуващият преди това лек ракетен крайцер (CLG) става просто ракетен крайцер (CG).
Корабите за конвой (DE, DEG) и патрулните фрегати (PF) са прекласифицирани просто във фрегати (FF, FFG).
Подкласът ударен самолетоносач (CVA) е обединен с тежък самолетоносач (CV); Полученият подклас е преименуван на многоцелеви самолетоносачи. Подкласът ударен самолетоносач с ядрена енергетична установка (CVAN) е заличен, всички кораби са преведени в CVN.
| Преди 30 юни 1975 г.                                            | След 30 юни 1975 г.           |                      |                      |
| CV: Авионосни кораби                                            | CV: Авионосни кораби          | CV: Авионосни кораби | CV: Авионосни кораби |
| --------------------------------------------------------------- | ----------------------------- | -------------------- | -------------------- |
| CV: Тежък самолетоносач                                         | CV: Многоцелеви самолетоносач |                      |                      |
| CVA: Ударен самолетоносач                                       | Обединен със CV               |                      |                      |
| CVAN: Ударен самолетоносач с ядрена енергетична установка (ЯЕУ) | Обединен със CVN              |                      |                      |
| CVHA: Десантен вертолетоносач                                   | Не се използва                |                      |                      |
| CVHE: Ескортен вертолетоносач                                   | Не се използва                |                      |                      |
| CVN: Многоцелеви самолетоносач (с ЯЕУ)                          | Без изменения                 |                      |                      |
| CVS: Самолетоносач за противолодъчна отбрана                    | Не се използва                |                      |                      |
| С: Крайцери                                                     |                               |                      |                      |
| CA: Тежък крайцер, артилерийски крайцер                         | Не се използва                |                      |                      |
| CAG: Тежък крайцер с УРО                                        | Не се използва                |                      |                      |
| CC: Крайцер за управление                                       | Не се използва                |                      |                      |
| Не се използва                                                  | CG: Крайцер с УРО             |                      |                      |
| Не се използва                                                  | CGN: Крайцер с УРО (с ЯЕУ)    |                      |                      |
| CS: Разузнавателен крайцер                                      | Не се използва                |                      |                      |
| D: Разрушители                                                  |                               |                      |                      |
| DD: Разрушител                                                  | Без изменения                 |                      |                      |
| DDG: Разрушител с УРО                                           | Без изменения                 |                      |                      |
| DDR: Разрушител за радиолокационен дозор                        | Не се използва                |                      |                      |
| DE: Стражеви кораб за океанската зона                           | Прекласифициран на FF         |                      |                      |
| DEG: Стражеви кораб за океанската зона с УРО                    | Прекласифициран на FFG        |                      |                      |
| DER: Ескортен разрушител за радиолокационен дозор               | Прекласифициран на FFR        |                      |                      |
| DLG: Фрегата с УРО                                              | Прекласифициран на CG         |                      |                      |
| DLGN: Фрегата с УРО (с ЯЕУ)                                     | Прекласифициран на CGN        |                      |                      |
| F: Фрегати                                                      |                               |                      |                      |
| Не се използва                                                  | FF: Фрегата                   |                      |                      |
| Не се използва                                                  | FFG: Фрегата с УРО            |                      |                      |
| Не се използва                                                  | FFL: Лека фрегата             |                      |                      |

Дадената реформа води класификацията на ВМС на САЩ до съответствие с общоприетата (в болшинството чужди държави); а също така отстранява предполагаемите нестиковки („дупки“) при сравняването и съпоставянето на морските сили.
Последното изменение на клас става на 1 януари 1980 г., когато на корабите от типа „Тикондерога“ е променен класа от разрушител с УРО (DDG) на крайцер с УРО (CG).

## Коментари
1. ↑  В този клас са прекласифицирани след войната ескортните разрушители, със запазване на бордовите кодове.
2. ↑  Независимо от разпространеното мнение обозначението „CV“, в класификацията според бордовия номер, не се разшифрова като „Carrier Vessel“. Обозначението „CV“ произлиза от думата Cruiser (крайцер), тъй като по-рано самолетоносачите са разглеждани като тежки крайцери, имащи същите задачи за господство по море и възпрепятстване на действията на противника на океанския ТВД (театър на военните действия). Литерата „V“ произлиза от френския глагол „voler“ (летя).
3. ↑  Във връзка с прехода, от 1975 г. към десантните вертолетоносачи от серията „LH“.
4. ↑  Освен DLG 6-15, който става DDG 37-46.